# Morondava
Morondava (izgovorjava [murunˈdav̥], iz malagaško morona lava, dob. 'dolga obala') je glavno mesto regije Menabe na Madagaskarju. Leži v delti reke Morondava na 20°17′5″S 44°19′3″E / 20.28472°S 44.31750°E. Po popisu leta 2018 je v mestu živelo 53.510 prebivalcev.

## Prebivalstvo
Prevladujoče pleme je Sakalava. Nekaj je tudi pripadnikov pleme Betsileo, Tsimihety, Merina, Makoa, v mestu pa živijo tudi Evropejci.

## Promet
Air Madagascar ima redne lete na letališče Morondava. Glavna cesta do mesta je bila pred kratkim obnovljena. Z vzpostavljeno novo cesto traja potovanje od Antananariva do Morondave s taksijem približno 12 ur. Piroge so zato priljubljen način prevoza, ki se uporablja za prevoz ljudi in blaga vzdolž obale, zlasti v Morombe.

## Ekologija
Mesto je med drugim znano po spektakularni aveniji baobabov v bližini na 20°15′04″S 44°25′06″E / 20.251000°S 44.418403°E. Ta velikanska drevesa baobaba so 800 let stara zapuščina gostih tropskih gozdov, ki so tu nekoč rasli. Skozi leta, ko je prebivalstvo države raslo, so gozdove vztrajno krčili, ostala so le drevesa baobabov, ki so jih domačini ohranili iz verskih razlogov. Danes se krčenje gozdov še vedno nadaljuje, saj so velika območja te regije, vključno z nekaj preostalimi baobabi, izkrčena, da bi naredili prostor za nasade sladkornega trsa.
Strogi naravni rezervat Tsingy de Bemaraha, Unescov seznam svetovne dediščine, je 150 km severno od Morondave. Cesta iz Morondave je slaba, vendar je Tsingy de Bemaraha dosegljiv z džipi v približno 10 urah. Na jugu je rezervat Andranomena.
Gozd Kirindy na 20°04′12″S 44°36′07″E / 20.070000°S 44.601944°E je naravni rezervat približno 60 km od Morondave, kjer je med dnevnim ali nočnim izletom mogoče opaziti številne lokalne vrste lemurjev ter druge rastline in živali.